# Lemon Jelly
Pour les articles homonymes, voir Lemon.
 (mars 2024).
Si vous disposez d'ouvrages ou d'articles de référence ou si vous connaissez des sites web de qualité traitant du thème abordé ici, merci de compléter l'article en donnant les références utiles à sa vérifiabilité et en les liant à la section « Notes et références ».
 (mars 2024).
La mise en forme du texte ne suit pas les recommandations de Wikipédia : il faut le « wikifier ».
Les points d'amélioration suivants sont les cas les plus fréquents. Le détail des points à revoir est peut-être précisé sur la page de discussion.
- Les titres sont pré-formatés par le logiciel. Ils ne sont ni en capitales, ni en gras.
- Le texte ne doit pas être écrit en capitales (les noms de famille non plus), ni en gras, ni en italique, ni en « petit »…
- Le gras n'est utilisé que pour surligner le titre de l'article dans l'introduction, une seule fois.
- L'italique est rarement utilisé : mots en langue étrangère, titres d'œuvres, noms de bateaux, etc.
- Les citations ne sont pas en italique mais en corps de texte normal. Elles sont entourées par des guillemets français : « et ».
- Les listes à puces sont à éviter, des paragraphes rédigés étant largement préférés. Les tableaux sont à réserver à la présentation de données structurées (résultats, etc.).
- Les appels de note de bas de page (petits chiffres en exposant, introduits par l'outil «  Source ») sont à placer entre la fin de phrase et le point final[comme ça].
- Les liens internes (vers d'autres articles de Wikipédia) sont à choisir avec parcimonie. Créez des liens vers des articles approfondissant le sujet. Les termes génériques sans rapport avec le sujet sont à éviter, ainsi que les répétitions de liens vers un même terme.
- Les liens externes sont à placer uniquement dans une section « Liens externes », à la fin de l'article. Ces liens sont à choisir avec parcimonie suivant les règles définies. Si un lien sert de source à l'article, son insertion dans le texte est à faire par les notes de bas de page.
- La présentation des références doit suivre les conventions bibliographiques. Il est recommandé d'utiliser les modèles {{Ouvrage}}, {{Chapitre}}, {{Article}}, {{Lien web}} et/ou {{Bibliographie}}. Le mode d'édition visuel peut mettre en forme automatiquement les références.
- Insérer une infobox (cadre d'informations à droite) n'est pas obligatoire pour parachever la mise en page.

Pour une aide détaillée, merci de consulter Aide:Wikification.
Si vous pensez que ces points ont été résolus, vous pouvez retirer ce bandeau et améliorer la mise en forme d'un autre article.
Lemon Jelly est un groupe britannique de musique électronique composé de Nick Franglen et Fred Deakin.

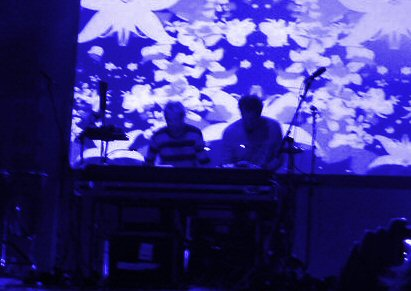
Lemon Jelly sur scène à contre-jour en 2005.

Le groupe a d'abord composé trois EP à tirage limité, The Bath (1998), The Yellow (1999) et The Midnight (2000), qui furent rassemblés en 2000 dans un album plus largement distribué, Lemonjelly.KY, qui fut un succès tant sur le plan de la critique que sur le plan commercial. Leur second album (et autoproclamé premier album studio), Lost Horizons, commercialisé en 2002, fut également un succès. Cet album qui comporte les singles « Space Walk » et « Nice Weather For Ducks » fut nommé aux Mercury Music Prize 2003 et aux Brit Awards 2004 dans la catégorie "Best Dance Act".
Leur album de 2005, 64 - '95, dévoile un son plus dur et complexe que les précédents. L'origine de son titre provient du fait que chaque piste de l'album contient un sample tiré des années entre 1964 et 1995, incorporé grâce à une multitude de moyens imaginatifs. Il contient une performance vocale de William Shatner, avec lequel ils avaient déjà collaboré sur un titre de son album Has Been (2004). Disponible sur support CD et en disque vinyle, cet album fut complété par la sortie d'un DVD du même nom, comportant chaque morceau de l'album mis en image par des animations 2D et 3D colorées (réalisées par le studio de design Airside). Certains de ces visuels sont suffisamment aboutis pour faire figure de clips vidéo, alors que d'autres sont plus répétitifs, voire de simples variations d'un thème visuel donné.

## Live performances
Lemon Jelly est connu pour leurs performances très imaginatives. En 2003, Lemon Jelly a donné un nombre de concerts importants dans tout le Royaume-Uni. Au lieu d’avoir une première partie, Fred et Nick organisèrent un Bingo, présidé par la Mort auquel de nombreux membres de l'audience a participé.. Dans d'autres représentations, la première partie était assurée par Don Partridge – un homme orchestre traditionnel – pendant que jelly Helpers – Les lutins des Jelly – distribuaient des sucreries au public. Ils organisèrent également une matinale intitulée Les Jelly Tots  qu'ils appelèrent Jelly Tots – bambin en gelée – à but caritatif. Entre deux set, des classiques des dessins animés anglais pour enfants ont été projetés sur scène, et  cette performance s'accompagna de structures gonflables, de clowns et de centaines de ballons. Le duo a également donné des représentations, en tête d'affiche notamment au Glastonbury Festival, V Festival, Reading Festival et The Big Chill.

## Lemon Jelly dans les médias
Un certain nombre de leur morceaux ont été utilisés par la BBC pour des trailers et des musiques de fond, notamment Nice Weather for Ducks, un titre qui contient une imitation de John Lagnstaff, qui fonda le festival Revels aux États-Unis, mais aussi Ramblin' Man et The Shouty Track. D’autres programmes télévisuels ont utilisé leur musique, à l’image de The Staunton Lick qui a été utilisé pour la scène finale de la sitcom Les Allumés. On a pu également les entendre dans des campagnes publicitaires, la plus notable étant l’utilisation du morceau In the Bath par Motorola dans leur ancienne campagne « Hello Moto », contenant de nouvelles voix enregistrées en surimpression du titre original de Lemon Jelly. Plus récemment, The Curse of Ka'Zar a été utilisé  pour le 31 Days of Oscar sur Turner Classic Movies comme intermède diffusé au sein d’un montage (parfois avec une musique alternative d’Imogen Heap).
En France, le titre le plus connu est A Tune for Jack, qui fait guise de générique de début et de fin de l'émission Les Maternelles diffusée sur la chaîne France 5.

## Airside
Le duo est connu pour leur style visuel distinctif de leur packaging, provenant de leur collaboration avec le studio de design Airside de Fred. Les couleurs vives et les éléments graphiques, ajoutés à la police de caractère Lemon Jelly, est instantanément reconnaissable comme la « griffe » du duo. Leurs trois premiers EP qui furent distribués sur disques vinyle de 33 tours de 25 centimètres avec leurs pochettes sérigraphiées à la main se vendent désormais à des prix élevés sur eBay. Les pochettes de Soft/Rock, diffusé de façon non officielle, furent pressées sur des disques vinyle 33 tours de 17 cm bleu pâle et vendus dans des pochettes en denim. Leurs jaquettes contenaient également des préservatifs aromatisés. Une autre diffusion non officielle du titre Rolled/Oats fut pressée sur  picture-disc et vendu dans un sac en toile de jute.

## Autres projets
À la fin de 2005, Franglen produisit des remix du titre « Man In A Garage » de Coldcut, ainsi que les bandes originales du mode achat/bâtir de l’expansion Les Sims 2 : Académie du jeu Les Sims 2 et de Les Sims 2 : Nuits de folie. Il est actuellement impossible de dire si un nouvel album est en préparation ou si le duo a décidé de travailler sur d’autres projets, d’autant que Franglen a récemment produit en 2006 l’album studio de Badly Drawn Boy Born in the U.K..

## Discographie

### Albums
- Lemonjelly.KY (23 octobre 2000)
- Lost Horizons (7 octobre 2002, #20 UK)
- '64 - '95 (31 janvier 2005, #17 UK)

### Singles et EP
- The Bath EP (1998)
- The Yellow EP (1999)
- The Midnight EP (2000)
- Soft/Rock (2001)
- Space Walk (2002, #36 UK)
- Nice Weather for Ducks (2003, #16 UK)
- Rolled/Oats (2003)
- Stay With You (2004, #31 UK)
- The Shouty Track (2005, #21 UK)
- Make Things Right (2005, #33 UK)

Note : Soft/Rock et Rolled/Oats n’ont pas été distribués sous le nom de Lemon Jelly, mais leur style musical et leurs pochettes montrent d’une façon assez évidente l’origine de leur production.